# Wool
Wool är en by och en civil parish i Dorset i England. Orten har 5 310 invånare (2011). Byn nämndes i Domedagsboken (Domesday Book) år 1086, och kallades då Welle/Wille.